# Potes
Potes tỉnh và cộng đồng tự trị Cantabria, phía bắc Tây Ban Nha. Đô thị Potes có diện tích là 7,64 ki-lô-mét vuông, dân số năm 2009 là 1511 người với mật độ 197,11 người/km². Đô thị này có cự ly km so với Santander.